# Крюков, Валерий Анатольевич
Вале́рий Анато́льевич Крю́ков (род. 2 октября 1954, Новосибирск) — российский экономист, доктор экономических наук (1999), профессор (2007), академик РАН (2019; член-корреспондент с 2011).
Директор Института экономики и организации промышленного производства СО РАН (с 2017), руководитель Центра ресурсной экономики, главный редактор всероссийского экономического журнала «ЭКО».
Заведующий кафедрой энергетических и сырьевых рынков факультета мировой экономики и мировой политики НИУ ВШЭ (с 2007).

## Биография
С 1977 года, после окончания экономического факультета Новосибирского государственного университета по специальности «Экономическая кибернетика», В. А. Крюков работает в ИЭОПП СО РАН.
В 1984 году окончил аспирантуру ИЭОПП, в 1986 году защитил кандидатскую диссертацию «Экономическая оценка стратегий комплексного освоения ресурсов углеводородного сырья (на примере нефте-газоконденсатных месторождений Севера Тюменской области)» (научный руководитель — Ю. И. Максимов), в 1999 году — докторскую «Теоретические и методологические проблемы проведения институциональных преобразований в нефтегазовом секторе экономики России».
В. А. Крюков активно участвует в качестве эксперта в работе различных организаций: Экономического совета Тюменской области, Экспертного совета Минтопэнерго РФ, Экспертного совета Комитета по природопользованию ГД РФ, Экспертного совета по Арктике при Председателе Совета Федерации РФ, Экспертного совета Новой экономической ассоциации. Неоднократно входил в состав экспертных групп Всемирного банка, Европейского банка реконструкции и развития, Арктического Совета и ряда других международных организаций, возглавлял группы по разработке проектов документов по развитию экономики и социальной сферы ряда сырьевых субъектов РФ.
В Национальном исследовательском университете «Высшая школа экономики» (Москва) В. А. Крюков является заведующим кафедрой «Энергетических и сырьевых рынков» и научным руководителем первой в России магистерской программы по регулированию и управлению сырьевыми и энергетическими отраслями. Входит в состав ряда советов по защите докторских диссертаций, возглавляет Государственную аттестационную комиссию в Тюменском государственном университете, был приглашённым профессором и исследователем (и продолжает являться аффилированным научным сотрудником) в ряде университетов и институтов Канады, Норвегии, Германии, Нидерландов, Италии.

## Научная деятельность
В. А. Крюков является специалистом в области экономических проблем функционирования и развития одного из ведущих секторов минерально-сырьевого комплекса экономики — нефтегазового. Его монография «Институциональная структура нефтегазового сектора: проблемы и направления трансформации» (1998) — пионерная в России работа в области изучения закономерностей изменения институциональной структуры минерально-сырьевого комплекса в современных условиях. Всего В. А. Крюковым (лично и в соавторстве) опубликовано свыше 500 работ, в том числе 26 монографий.
Основные научные результаты В. А. Крюкова: выявлены закономерности динамики институциональной среды минерально-сырьевого сектора экономики; обоснована институциональная природа формирования доходов рентного и квази-рентного характера при различных по степени жесткости институциональных условиях; исследована взаимосвязь трансформационных процессов изменения институциональной структуры минерально-сырьевого сектора экономики с изменениями, происходящими в размещении производительных сил и в отраслевой структуре хозяйства территорий.

## Награды и звания
В. А. Крюков — лауреат конкурса «ПЕГАЗ—2000» в номинации Х: премия за лучшую книгу («Западно-Сибирский феномен», г. Москва. Соавт.: Ю. К. Шафраник), один из первых лауреатов гранта Благотворительного фонда содействия отечественной науке «Лучшие экономисты РАН» (2002—2004 гг.). Активное участие в становлении и развитии научных исследований в Сибири было отмечено в 2007 г. присуждением ему Золотого Почетного знака «Достояние Сибири». В 2011 г. В. А. Крюков удостоен одной из высших наград НП «Горнопромышленники России» — знак «Горняцкая слава» I степени. В 2014 г. за многолетний добросовестный труд, большой вклад в экономическое развитие Сибири и Дальнего Востока, активное участие в подготовке научных кадров он награждён Почетной грамотой Совета Федерации Федерального Собрания РФ, а Минобрнауки России присвоило ему почетное звание «Почетный работник науки и техники Российской Федерации». В 2017 г. он награждён Медалью ордена «За заслуги перед Отечеством» II степени. В 2022 году В.А. Крюков был признан лауреатом Общероссийской высшей общественной экономической премии «Экономист года – 2022». 

## Монографии, сборники
- Экономика современной Арктики: в основе успешности эффективное взаимодействие и управление интегральными рисками / под научной редакцией В. А. Крюкова, Т. П. Скуфьиной, Е. А. Корчак; Кольский научный центр Российской академии наук, Институт экономических проблем им. Г. П. Лузина. — Апатиты: Изд-во КНЦ РАН, 2020. — 245 с. — ISBN 978-5-91137-416-7;
- Континент Сибирь: сборник / под редакцией В. А. Крюкова; Институт экономики и организации промышленного производства Сибирского отделения Российской академии наук, Всероссийский экономический журнал «ЭКО». — Новосибирск: Изд-во ИЭОПП СО РАН, 2020. — 452 с. — ISBN 978-5-89665-346-2;
- Российская Арктика. Пространство, время, ресурсы: атлас / рук. проекта А. Н. Демидов, науч. рук. проекта В. С. Тикунов, науч. конс. проекта Ф. А. Романенко; редкол.: И. И. Сечин, С. А. Добролюбов, В. А. Крюков, [и др.]; НК «Роснефть». — Москва: Фонд «НИР»; ООО «Феория», 2019. — 796 [4] с. — ISBN 978-5-91-796-066-1;
- Мир Арктики: в 3-х т. / под ред. В. А. Крюкова, А. К. Криворотова; Ин-т экон. и организации пром. пр-ва СО РАН, Всерос. экон. журнал «ЭКО». — Новосибирск: Изд-во ИЭОПП СО РАН, 2018. — 1110 с.;
- Восток России: проблемы освоения — преодоления пространства: [сб.] / под ред. В. В. Кулешова, В. А. Крюкова; ФАНО, ИЭОПП СО РАН, Всерос. экон. журнал «ЭКО». — Новосибирск: Изд-во ИЭОПП СО РАН, 2017. — 483 с.
- Нефтегазовый сектор России: трудный путь к многообразию. — Москва-Новосибирск-Тюмень: Перо, 2016. — 271 с. (Соавт.: Ю. К. Шафраник);
- Минерально-сырьевой сектор Азиатской России: как обеспечить социально-экономическую отдачу / отв. ред. В. В. Кулешов; ИЭОПП СО РАН. — Новосибирск: Изд-во ИЭОПП СО РАН, 2015. — 352 с. (Соавт.: А. Е. Севастьянова, А. Н. Токарев, В. В. Шмат);
- Экономика России. Оксфордский сборник: авториз. пер. с англ. В 2-х кн. Кн. 1 / под ред. М. Алексеева, Ш. Вебера. — М.: Изд-во Ин-та Гайдара, 2015. — Гл. 15. — С. 623—658. (Со.: А. Мое);
- Томская область: трудный выбор своего пути / отв. ред. В. В. Кулешов; ИЭОПП СО РАН. — Новосибирск: Изд-во ИЭОПП СО РАН, 2014. — 260 с. (Соавт.: В. В. Шмат, А. Н. Токарев, А. Е. Севастьянова, В. Ю. Силкин, В. И. Нефедкин);
- The Russian Natural Gas Sector // The Oxford Handbook of the Russian Economy / ed. by M. Alexeev, S. Weber. — New York: Oxford Univ. Press, 2013. — Pt. III. Resources and Environment. Chapter 14, 15. — P. 363—382. (Со.: А. Мое);
- The Russian Oil Sector // The Oxford Handbook of the Russian Economy / ed. by M. Alexeev, S. Weber. — New York: Oxford Univ. Press, 2013. — Pt. III. Resources and Environment. Chapter 14, 15. — P. 341—362. (Со.: А. Мое);
- Oil Industry Structure and Developing in the Resource Base: Increasing Contradictions? // Chapter 2 in «Russian Energy in a Changing World» (Editor J. Godzimirski). — Farnham: Ashgate Publishing Limited. 2013. — P. 35—55 с.
- Управление процессом формирования ценности потока углеводородов (на примере перспектив использования газовых ресурсов Восточной Сибири). — Новосибирск: ИОЭПП СО РАН, 2011. (Соавт.: Е. А. Севастьянова, В. Ю. Силкин, А. Н. Токарев, В. В. Шмат);
- Нефтяная промышленность России: сценарии сбалансированного развития. — Москва: ИАЦ «Энергия», 2010. (Соавт.: В. В. Бушуев, В. В. Саенко, В. Ю. Силкин, А. Н. Токарев, Ю. К. Шафраник, В. В. Шмат);
- Как потушить факелы на нефтепромыслах? Институциональный анализ условий комплексного использования углеводородов (на примере попутного нефтяного газа). — Новосибирск: ИОЭПП СО РАН, 2008. (Соавт.: В. Ю. Силкин, А. Н. Токарев, В. В. Шмат);
- Нефтегазовые ресурсы в трансформируемой экономике. О соотношении потенциальной и реализованной ценности углеводородов. — Новосибирск: «Наука-Центр», 2007. (Соавт.: А. Н. Токарев);
- Подходы к дифференциации налогообложения в газовой промышленности. — Новосибирск: ИЭОПП СО РАН, Издательский Дом «Сова», 2006. (Соавт.: В. Ю. Силкин, А. Н. Токарев, В. В. Шмат);
- Учёт интересов коренных малочисленных народов при принятии решений в сфере недропользования. — Москва: ЦС КМНС/РИТЦ — ИЭОПП СО РАН, 2005. (Соавт.: А. Н. Токарев);
- Эволюционный подход к формированию системы государственного регулирования нефтегазового сектора экономики. — Новосибирск: ИЭиОПП СО РАН, 2002. (Соавт.: А. Е. Севастьянова, А. Н. Токарев, В. В. Шмат);
- Ownership Rights, Hierarchical Bargaining and Globalization in the Oil Sector / «Explaining Post-Soviet Patchworks». — United Kingdom: Aldershot: Ashgate, 2001. — Vol. 2 «Pathways from the past to the global». — P. 170—192;
- Региональные аспекты реформирования налоговой системы в нефтегазовом секторе России. — Новосибирск: ИЭиОПП, 2001. (Соавт.: А. Е. Севастьянова, А. Н. Токарев, В. В. Шмат);
- Западно-Сибирский Феномен (Тюменская область на стыке веков — между легендарным прошлым и неясным будущим?). — Москва: ОАО «Нефтегазовая Вертикаль», 2000. (Соавт.: Ю. К. Шафраник);
- Институциональная структура нефтегазового сектора: проблемы и направления трансформации. — Новосибирск: Издательство ИЭиОПП СО РАН. 1998;
- Нефтегазовые ресурсы в круге проблем (О формировании комплексной системы недропользования при вовлечении в оборот ресурсов углеводородного сырья в условиях переходного периода). — Москва: Издательство «Недра», 1997. (Соавт.: Ю. К. Шафраник);
- GASPROM -Internal Structure, Management Principles and Financial Flows. — London: The Royal Institute of International Affairs. 1996. (Со.: A. Moe);
- Утопическая идея или реальная надежда? Оценка возможностей для создания и деятельности специальных финансовых фондов сырьевых территорий в России и анализ зарубежного опыта. — Новосибирск: «Ассоциация Банки Сибири», 1996. (Соавт.: А. Е. Севастьянова, В. В. Шмат);
- Нефтегазовые территории: как распорядиться богатством? Текущие проблемы и формирование условий долговременного устойчивого социально- экономического развития. — Новосибирск-Тюмень: ИЭиОПП — АО «Правовая Экономика», 1995. (Соавт.: А. Е. Севастьянова, В. В. Шмат).

## Основные статьи
- Анализ базы знаний в нефтегазовом секторе России: патенты на изобретения. — DOI: 10.32609/0042-8736-2021-3-84-99 // Вопросы экономики. — 2021. — № 3. — С. 84—99. (Соавт.: А. Н. Токарев);
- Арктические активы — от масштаба к трансформности. — DOI: 10.30680/ЕСО0131-7652-2021-1-8-39 // ЭКО. — 2021. — № 1. — С. 8—39. (Соавт.: Д. Д. Меджидова);
- Это очень российский проект / подготовил А. Соболевский // Наука в Сибири. — 2021. — 3 февраля. (Соавт.: А. М. Сергеев);
- Economies of the Barents Sea Region. — DOI: 10.1007/978-3-030-25674-6_7 // Governing Arctic Seas: Regional Lessons from the Bering Strait and Barents Sea / eds.: O. Young, P. Berkman, A. Vylegzhanin. — Cham: Springer, 2020. — Print ISBN 978-3-030-25673-9. — Ch. 7. — P. 143—163. (Со.: D. Poudel);
- Economies of the Bering Strait Region. — DOI: 10.1007/978-3-030-25674-6_3 // Governing Arctic Seas: Regional Lessons from the Bering Strait and Barents Sea / eds.: O. Young, P. Berkman, A. Vylegzhanin. — Cham: Springer, 2020. — Print ISBN 978-3-030-25673-9. — Ch. 3. — P. 47—74. (Со.: G. Knapp);
- Редкоземельная промышленность — реализовать имеющиеся возможности. — DOI: 10.30686/1609-9192-2020-5-68-84 // Горная промышленность. — 2020. — № 5. — С. 68—84. (Соавт.: Я. В. Крюков, В. А. Яценко);
- Трансграничные взаимодействия на востоке России: научное сопровождение и задачи Сибирского отделения РАН. — DOI: 10.15372/REG20200210 // Регион: экономика и социология. — 2020. — № 2. — С. 226—258. (Соавт.: В. Н. Пармон, В. Е. Селиверстов);
- 西伯利亚地区在发展俄中石油天然气合作中的作用 = The Role of Siberia in the Development of Sino-Russian Oil and Gas Cooperation / B.A. 克留科夫, A.H. 托卡列夫, 邹秀婷 译 // 西伯利亚研究 = Siberian Studies. — 2020. — 月第47卷第2期 = Vol. 47, № 2. — 8—15页. (Соавт.: А. Н. Токарев);
- Contemporary Features of Innovative Development of the Russian Mineral Resource Complex. — DOI: 10.17516/1997-1370-0518 // Journal of Siberian Federal University. Humanities & Social Sciences = Журнал Сибирского федерального университета. Гуманитарные науки. — 2019. — Vol. 12, № 12. — P. 2193—2208. (Со.: A. N. Tokarev);
- Арктическая экономика — можно ли обеспечить гармонию общего и особенного = Arctic Economy — Is it Possible to Harmonize Common and Specific? // Научные труды Вольного экономического общества России. — 2019. — № 2 (т. 216). — С. 26—53. (Соавт.: Я. В. Крюков);
- Ценность научного журнала: круглый стол // Идеи и идеалы. — 2019. — Т. 11, № 3, ч. 1. — С. 11—31. (Соавт.: А. Г. Аганбегян, В. С. Диев, О. А. Донских, Л. М. Панфилова, В. В. Глинский, В. И. Клисторин, П. Н. Тесля, В. В. Шмат);
- Does Russian Unconventional Oil Have a Future? — DOI: 10.1016/j.enpol.2018.04.021 // Energy Policy. — 2018. — Vol. 119. — P. 41—50. (Со.: А. Мое);
- Spatial Dynamics of the Oil and Gas Field Services Sector: Global Trends and Lessons for Russia. — DOI: 10.1134/S2079970518030036 // Regional Research of Russia. — 2018. — Vol. 8, № 3. — P. 248—257. (Со.: A. N. Tokarev);
- Conditions for innovation development. The view from Siberia // Problems of economic transition. — 2016. — Vol. 58, No. 7-9. — P. 598—603. (Соавт.: G.P. Litvintseva, M.V. Khairullina);
- Реиндустриализация Новосибирской области — учитывать общее, развивать особенное // ЭКО. — 2015. — № 10. — С. 5—29. (Соавт.: В. В. Кулешов);
- Российские минеральные ресурсы: новым вызовам — своевременные ответы // Нефтегазовая вертикаль. — 2014. — № 21. — С. 4—7. (Соавт.: С. Е. Донской);
- Добыче углеводородов — современные знания и технологии // ЭКО. — 2013. — № 8. — С. 4—15.
- Oil Exploration in Russia: Prospects for Reforming a Vulnerable Sector // Eurasian Geography and Economics. — 2010. — Vol. 51. — №. 3. — P. 312—329. (Со.: А. Мое);
- Distribution of Refined Petroleum Products in Russia // Post-Soviet Geography and Economics. — 1999. — Vol. 40. — № 6. — P. 407—439. (Со.: M.J. Sagers, I.A. Didenko);
- West Siberian Oil and the Northern Sea Route: Current situation and future potential // Polar Geography. — 1996. — Vol.19. — № 3. — P. 219—235. (Со.: А. Мое, V.V. Shmat);
- The Extraction and Distribution of Resource Rent From Oil and Gas Sector in the Russian Economy // Post-Soviet Geography. — 1995. — Vol. 36. Issue 6. — P. 389—425. (Со.: M.J. Sagers, V.V. Shmat);
- The Hydrocarbon Processing Industry In West Siberia // Post-Soviet Geography. — 1993. — Vol. 34. — № 2.- P. 112—137. (Со.: M.J. Sagers).